# Владімір Кіньєр
Владімір Кіньєр (словац. Vladimír Kinier, нар. 6 квітня 1958, Жиліна) — чехословацький футболіст, що грав на позиції захисника. Відомий за виступами на батьківщині у складі клубів «Жиліна» і «Слован», французький клуб «Бурж», а також у складі національної збірної Чехословаччини.

## Клубна кар'єра
Владімір Кіньєр народився в Жиліні, та розпочав виступи в дорослому футболі у 1979 році виступами за команду з рідного міста «Жиліна», в якій грав до 1984 року, взявши участь у 57 матчах чемпіонату. У 1984—1985 роках футболіст проходив військову службу в клубі «Дукла» з Банської Бистриці, після чого повернувся до «Жиліни», в якій грав до 1988 року.
У 1988 році Кіньєр сав гравцем клубу «Слован» з Братислави, в якому грав до 1990 року.
У 1990 році Владімір Кіньєр отримав дозвіл на виступи за кордоном, і став гравцем французького клубу «Бурж», у якому й завершив виступи на футбольних полях у 1994 році.

## Виступи за збірну
У 1984 році Владімір Кіньєр дебютував у складі національної збірної Чехословаччини. У складі збірної був учасником чемпіонату світу 1990 року в Італії, після якого до національної команди не залучався. Загалом протягом кар'єри в національній команді провів у її формі 10 матчів, в яких забитими м'ячами не відзначився.